# Overwater (Overijssel)
Overwater is een buurtschap in de gemeente Hellendoorn in de Nederlandse provincie Overijssel. Het ligt in het oosten van de gemeente, 2 kilometer ten noorden van Hulsen.
Hoofdplaats: Nijverdal      Dorpen: Daarle · Daarlerveen · Haarle · Hellendoorn

Buurtschappen: Eelen · Egede · Hankate · Hexel · Hulsen · Marle · Noetsele · Overwater · Piksen · Rhaan · Schuilenburg

Overijssel · Steden en dorpen      Nederland · Provincies · Gemeenten